# جوديث موراي
جوديث موراي (بالإنجليزية: Judith Sargent Murray) (و. 1751 – 1820 م) هي كاتبة مسرحية، وشاعرة، وكاتِبة، وفيلسوفة، ومقالاتية أمريكية، ولدت في غلوستر، توفيت في ناتشيز، مسيسيبي، عن عمر يناهز 69 عاماً. كتبت العديد من المقالات المؤثرة، من بينها مقالها التاريخي «حول المساواة بين الجنسين» الذي مهد الطريق لأفكار جديدة تبناها كتاب آخرون في ذلك القرن.

## الحياة والعمل

### النشأة والعائلة
وُلدت جوديث سارجنت في 1 مايو 1751 في غلوستر، ماساتشوستس، وهي أول الأطفال الثمانية لـ وينثروب سارجنت وجوديث ساوندرز. نشأ أبناء سارجنت في كنيسة الرعية الأولى الأبرشانية. في سبعينيات القرن الثامن عشر تحولت جوديث وإخوتها ووالداها إلى عقيدة «الكونية» وساعدوا في تمويل وإنشاء أول كنيسة كونية، وكان جون موراي أول كاهن فيها. كانت عائلة سارجنت تعتبر مثقفة ولديها وعي سياسي ونشطةً مدنيًا. وبصفتها عائلة ثرية تمتلك سفنًا تجارية فقد تمكن والدا جوديث من توفير تعليم ممتاز لها ولإخوتها. وكان تعليمها متكاملًا بشكل غير معتاد بالنسبة لأنثى في تلك الحقبة الزمنية، كما حادت جوديث عن المعايير الجنسانية التقليدية من خلال مشاركة شقيقها «وينثروب سارجنت» في تعليمه على يد المعلم والكاهن جون روجرز، أثناء استعداد وينثروب لهارفارد. ولكن بغض النظر عن الدروس الخصوصية التي تلقتها من جون روجرز، فقد كانت لديها فرص قليلة لتلقي أي تعليم رسمي يتجاوز القراءة والكتابة. فالكثير من معرفتها كانت ذاتية تعلمتها عن طريق مكتبة عائلتها. قرأت التاريخ والفلسفة والجغرافيا والأدب. ودفعها اهتمامها العميق بالتعليم ودعمُ أسرتها إلى كتابة الشعر في عمر التاسعة. وفقًا لرواية العائلة فقد قرأ والدها «محاولات جوديث المتواضعة في الشعر» لأفراد الأسرة، ليوضح مدى فخره بمواهبها. بالرغم من شعورها أنها تمتلك القدرات ذاتها التي يمتلكها شقيقها، إلا أن تجربتها التعليمية كانت أدنى بكثير من تجربته. لذا أدركت بألم ومنذ طفولتها الباكرة الطريقة التي يقيد بها مجتمعها تطلعات النساء.

### الإنجازات المهنية
بدأت جوديث سارجنت موراي حياتها المهنية المبكرة بتغطية مجموعة واسعة من الأساليب الأدبية. إذ لم تكتفي بكتابة أكثر من مئة مقال فقط، بما فيها مقالتها البارزة «حول المساواة بين الجنسين» في عام 1790، لكنها نشرت أيضًا عددًا من الكتب وعدة قصائد ومسرحيات كوميدية خلال أواخر القرن الثامن عشر وبدايات القرن التاسع عشر. كما كتبت موراي بهوية مجهولة تحت أسماء مستعارة من بينها «كونستانتيا»، و«ذا ريبر»، و«هونورا مارتيسيا»، والاسم الأكثر شهرة كان شخصيتها الذكورية «السيد فيغيليوس» أو «ذا غلينر». وقد اتخذت اسمًا مذكرًا لأنها أرادت من قرائها أن ينظروا إلى أفكارها وألا يرفضوها لمجرد كون الكاتبة امرأة. مؤلف موراي من عام 1798 الذي يحتوي ثلاثة مجلدات من المقالات والمسرحيات بعنوان «ذا غلينر» جعل منها مؤلفة رائدة ومفكرة وداعية لتحقيق المساواة للمرأة والتعليم والاستقلال الاقتصادي. كما ناصرت الجمهورية الجديدة في مقالاتها ضمن «ذا غلينر»، وأعلت من شأن المواطنة والفضيلة وفعل الخير؛ وشجبت الحرب والعنف من أي نوع، وناقشت الكونية، وهي العقيدة التي اختارتها لنفسها. اقتنت شخصيات بارزة مثل جورج واشنطن وجون آدمز وهنري نوكس وميرسي أوتيس وارن كتاب موراي.
في سن 23 تقريبًا، بدأت جوديث سارجنت موراي بصناعة نسخ من مراسلاتها لإنشاء سجل تاريخي للأجيال القادمة. اكتُشفت هذه الكتب المكونة من عشرين مجلدًا في عام 1984 من قبل جوردون جيبسون ونُشرت على «ميكروفيلم» من قبل إدارة المحفوظات والتاريخ في مسيسيبي، حيث توجد المجلدات الأصلية. تحتوي كتب موراي، التي تتضمن نحو 2500 خطابًا، على واحدة من المجموعات القليلة المتبقية من كتابات النساء خلال تلك الفترة من التاريخ الأمريكي. (حاليًا تُنسخ كتب الخطابات وتنشر من قبل جمعية جوديث سارجنت موراي. تعرف على المزيد حول مشروع كتب الخطابات على http://www.jsmsociety.com).
تحدثت موراي في مقالاتها عن أهمية التعليم في تمكين النساء من إعالة أسرهن إذا دعت الحاجة، أو إلى تحقيق الاستقلال الاقتصادي إذا اخترن البقاء عازبات. وكانت جوديث سارجنت مؤمنة بقوة في تحسين الفرص التعليمية للمرأة. وكان لمقالاتها أهمية لحركة «الأمومة الجمهورية» التي أعقبت الثورة، وهي حركة بقيادة أبيغيل آدمز وثوريات أخريات، تهدف إلى تنشئة مواطنين أذكياء وفاضلين لكي تنجح الأمة الجديدة. وكانت حجتهم الأساسية هي أن تعليم الأبناء الوطنيين -الذين سيصبحون ناخبين- يعتمد إلى حد كبير على أمهاتهم، الأمر الذي أعطى صدى كبيرًا في نجاح تجربة العالم الأولى في الحكم دون ملك أو دون سلطة دائمة. كانت سارجنت رائدة في مجال المساواة بين الجنسين، وأحد أوائل المناصرين للمطالبة بالمساواة علنًا في الأمة الجديدة. تكرر النسويات اليوم رؤيتها الأصلية في مقالتها عام 1779 «حول المساواة بين الجنسين».

### الكونية
اعتنقت جوديث سارجنت موراي مع مجموعة من الأشخاص في غلوستر العقيدة الكونية بقيادة والدها وينثروب سارجنت. ويعتبر المؤرخون الكونيون اعتناق جوديث سارجنت موراي للكونية من بين الأسباب التي تجعل النساء يشغلن دائمًا مناصب قيادية في الكنيسة الكونية بما فيها مناصب الكهنة. في عام 1782 ألفت كتاب تعاليم الكنيسة الكونية «يونيفيرساليست كتاكيزم» الموجّه للأطفال، وهو باكورة الكتابات لامرأة أمريكية تعتنق الكونية. أُدرج اسمها في الوثائق العامة التي تسببت بطرد أهالي غلوستر الذين اعتنقوا الكونية من الرعية الأولى «الكالفينية/الأبرشانية» لرفضهم الحضور ودفع الضرائب للكنيسة المنشأة. قدم معتنقو الكونية قضيتهم إلى المحكمة العليا في ولاية ماساتشوستس وفازوا بالحكم الأول في أمريكا بشأن حرية الدين، أي الحق في دعم كنيستهم وكاهنهم وعدم دفع الضرائب إلى الرعية الأولى. وقد أثر هذا الحكم على الجماعات الدينية في جميع أنحاء البلاد.
الكاهن الذي أرادوا دعمه في كنيستهم الكونية كان جون موراي، الذي يعتبر مؤسس الكونية الأمريكية المنظمة. وهو من مواليد إنجلترا، وصل جون موراي لأول مرة إلى المستعمرات في عام 1770 واستقر في غلوستر في عام 1774. على طول الساحل الشرقي كان الأشخاص -مثل والد جوديث- قد اعتنقوا التفسير الكوني للكتاب المقدس الذي وضعه جيمس ريلي المولود في ويلز. وكان جون موراي أحد حماة ريلي، أول واعظ للمعتقد الجديد في أمريكا. بشخصيته الجذابة والمقنعة نجح في تفكيك الوعود المظلمة القاتمة للكالفينية لصالح رؤية أكثر تفاؤلًا للحاضر والحياة الأخرة. وقد نظم مجموعات ناشئة ضمن الكنائس والمجتمعات الكونية التي أسست.

## روابط خارجية
- جوديث موراي على موقع الموسوعة البريطانية (الإنجليزية)